# Alfa Romeo 8C Spider
De Alfa Romeo 8C Spider is de cabriolet-versie van de 8C Competizione. Het conceptmodel werd tentoongesteld op het Concours d'Elegance Villa d'Este in 2006. Het productiemodel werd getoond op de Autosalon van Genève in 2008. De productie wordt gelimiteerd tot 500 exemplaren en de auto wordt geproduceerd bij Maserati. De auto is vanaf 2010 in Nederland verkrijgbaar en de vanafprijs is €310.000,-.